# Ljubezen (film, 1984)
Ljubezen je slovenski vojni dramski film iz leta 1984, posnet po istoimenskem romanu Marjana Rožanca. 
Zgodba se vrti okoli mladega Marjana, ki živi v Zeleni jami v Ljubljani v času druge svetovne vojne. V vojno se ne želi osebno vpletati. Zaljubljen je v vrstnico Lenko. Spi z Mileno.

## Zasedba
- Rok Bogataj: Marjan
- Lenča Ferenčak: mati Tilka
- Jože Mraz: oče Viktor
- Vesna Jevnikar: Lenka
- Marjeta Kurent: Valerija
- Bernarda Gašperčič: Milena
- Jožica Avbelj: sestra Cecilija
- Silvo Božič: Franta
- Slavko Cerjak: Jože
- Rok Cvetkov: vojak
- Marjan Hlastec: črpalkar
- Angelca Hlebce: Papagajčkova mati
- Janez Jemec: Papagajček
- Maja Kobal: Marija
- Roman Končar: Janez
- Gojmir Lešnjak: Ciril, Lenkin brat
- Uroš Maček: Boris
- Iztok Mlakar: Berti
- Jerca Mrzel: Malka
- Desa Muck: Francka
- Milena Muhič: Vinkova mati
- Pavle Ravnohrib: Tone
- Branko Šturbej: Lado
- Brane Završan: Viki
- Vojko Zidar: Edi

## Ekipa
- fotografija: Jure Pervanje
- glasba: Urban Koder
- montaža: Zvezdana Sabotič
- scenografija: Janez Kovič
- kostumografija: Irena Felicijan
- maska: Berta Meglič

## Nagrade
- 1985: nagrada Prešernovega sklada za režijo

### Teden domačega filma 1984
- Stopova nagrada za igralko leta: Vesna Jevnikar
- Stopova nagrada za igralca leta: Rok Bogataj
- priznanje Metod Badjura za scenografijo
- debitant leta: Brane Štrukelj

## Izdaje na nosilcih
- Ljubezen. videokaseta. Ljubljana : Andromeda, 1996